# Lou Thesz
Aloysius Martin Thesz (24 tháng 4 năm 1916 - 28 tháng 4 năm 2002), thường được biết dưới tên Lou Thesz, được xem như một huyền thoại đô vật Mỹ, được nhắc đến như một đô vật tuyệt vời nhất mọi thời đại và đã sáu lần giành được đai NWA World Heavyweight Champion, dài hơn bất kỳ một đô vật nào trong lịch sử WWE. Anh đã giữ nó trong 10 năm, 3 tháng 9 ngày (3749 ngày tất cả). Trong số những thành tựu, anh được công nhận là người có những sáng chế chiêu thức đô vật được nhiều người ưa thích nhất, chẳng hạn như Lou Thesz press, STF và chiêu original powerbomb.